# Conus ciderryi
Conus ciderryi é uma espécie de gastrópode do gênero Conus, pertencente à família Conidae.